# Боровское сельское поселение (Челябинская область)
Боровское се́льское поселе́ние — муниципальное образование в Брединском районе Челябинской области Российской Федерации.  В рамках административно-территориального устройства муниципальное образование  соответствует административно-территориальной единице Боровской сельсовет.
Административный центр — село Боровое.

## История
Статус и границы сельского поселения установлены Законом Челябинской области от 13 сентября 2004 года № 268-ЗО «О статусе и границах Брединского муниципального района и сельских поселений в его составе».

## Население
| 2002  | 2010  | 2011  | 2012  | 2013  | 2014  | 2015  |
| ----- | ----- | ----- | ----- | ----- | ----- | ----- |
| 3784  | ↘3252 | ↘3245 | ↘3129 | ↘3068 | ↘2966 | ↘2882 |
| 2016  | 2017  | 2018  | 2019  | 2020  | 2021  |       |
| ↘2781 | ↘2729 | ↘2680 | ↘2610 | ↘2584 | ↘2552 |       |

## Состав сельского поселения
| № | Населённый пункт | Тип населённого пункта          | Население |
| - | ---------------- | ------------------------------- | --------- |
| 1 | Боровое          | село, административный центр    | ↘1480     |
| 2 | Гогино           | посёлок железнодорожной станции | ↘593      |
| 3 | Могутовский      | посёлок                         | ↘564      |
| 4 | Новогеоргиевский | посёлок                         | ↘436      |
| 5 | Светлые Озёра    | посёлок                         | ↘179      |

### Упразднённые населённые пункты
- Башкирово — упразднённая в 2004 году деревня[16].
- Камышлы — упразднённый в 1985 году посёлок[17].